# Långtjärnen (Sundsjö socken, Jämtland, 700001-147791)
Långtjärnen är en sjö i Bräcke kommun i Jämtland och ingår i Indalsälvens huvudavrinningsområde. Sjön har en area på 0,117 kvadratkilometer och ligger 372,2 meter över havet.

## Delavrinningsområde
Långtjärnen ingår i det delavrinningsområde (700115-147807) som SMHI kallar för Utloppet av Sandtjärnen. Medelhöjden är 392 meter över havet och ytan är 12,63 kvadratkilometer. Det finns inga avrinningsområden uppströms utan avrinningsområdet är högsta punkten. Vattendraget som avvattnar avrinningsområdet har biflödesordning 3, vilket innebär att vattnet flödar genom totalt 3 vattendrag innan det når havet efter 218 kilometer. Avrinningsområdet består mestadels av skog (72 procent) och sankmarker (11 procent). Avrinningsområdet har 0,25 kvadratkilometer vattenytor vilket ger det en sjöprocent på 1,9 procent.